# Siljan
Siljan é uma comuna da Noruega, com 216 km² de área e 2 349 habitantes (censo de 2004).         